# Prince of Wales Country Club
El Prince of Wales Country Club o PWCC es un club social y deportivo chileno con base en ciudad de Santiago. Fue fundado por el príncipe de Gales, Eduardo VIII del Reino Unido, en septiembre de 1925 con el objetivo de agrupar en torno a él a los residentes británicos en el país. En la actualidad posee ramas en 13 diferentes disciplinas deportivas y actividades físicas, siendo la de golf la más representativa, tanto por la cantidad de socios que lo practican, como por la belleza y calidad de su cancha.

## Ramas

### Rugby
La sección de rugby, fundada junto con club, es la más prestigiosa de la institución y se desempeña en el Campeonato Central de Rugby, parte de la Asociación de Rugby Santiago (ARUSA), desde la creación de este en 1948, siendo, a la fecha, el tercer club con mayor número de títulos (con 15 veces ganado el título).

### Golf
La cancha de golf tiene 18 hoyos y una zona de práctica. Es una de las más prestigiosas de Santiago, por su antigüedad, belleza, calidad y diseño técnico.
Todos los años se desarrollan en ella importantes campeonatos para jugadores amateurs y profesionales, tanto nacionales como extranjeros, siendo el más importante el campeonato abierto de cada año y otros organizados por asociaciones internacionales de golf.

## Palmarés

### Rugby
- Campeonato Central de Rugby (15 ): 1948, 1951, 1952, 1953, 1955, 1958, 1960, 1961, 1962, 1964, 1967, 1968, 1971, 1972, 2015
- Torneo de Apertura: 1987, 2002, 2006, 2008
- Copa de Plata Torneo Central (2): 2004, 2005.
- Torneo Central Primera A (1): 2009.[1]
- Torneo Metropolitano: 1963.
- Circuito de Seven a Side Arusa (1): 2015.